# Aciachne
Aciachne là một chi thực vật có hoa trong họ Hòa thảo (Poaceae).

## Loài
Chi Aciachne gồm các loài: